# Lo Barnechea
Lo Barnechea is een gemeente in de Chileense provincie Santiago in de regio Región Metropolitana. Lo Barnechea telde 105.833 inwoners in 2017.

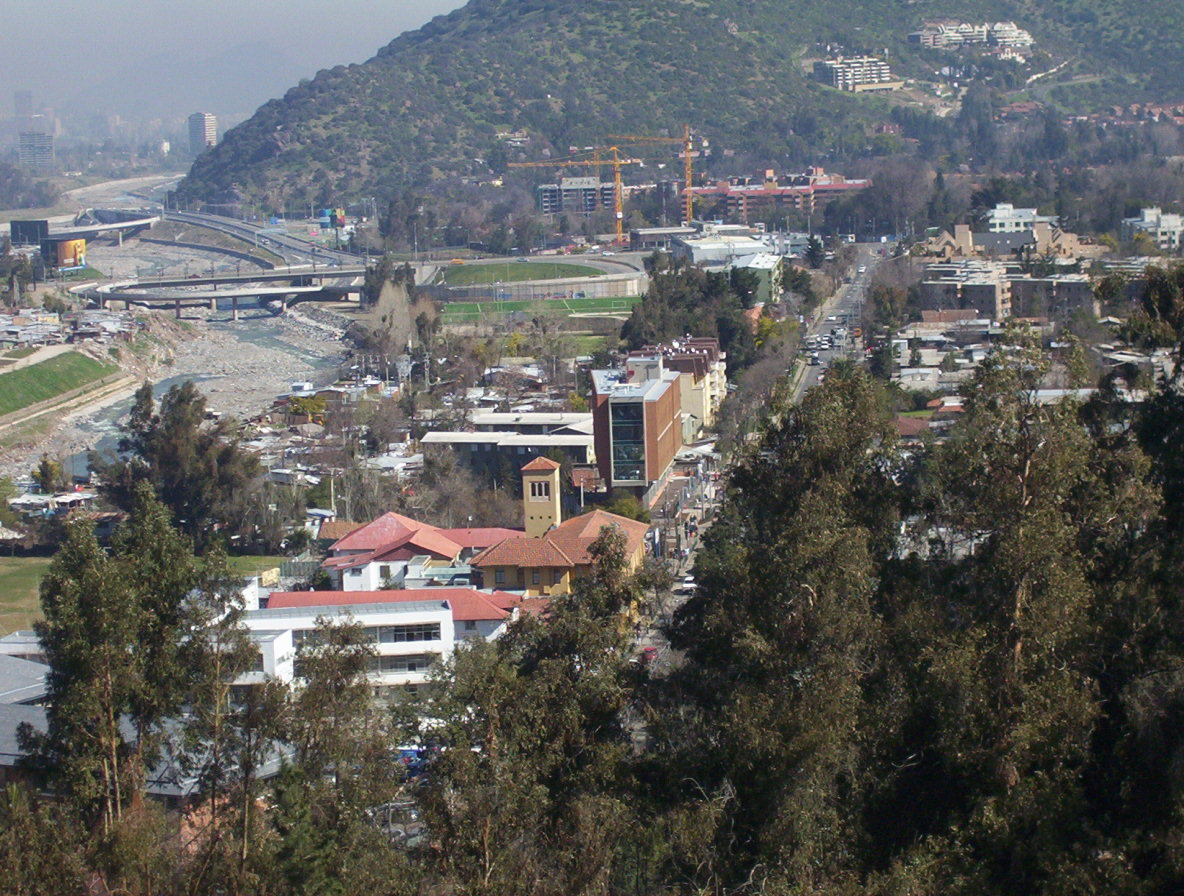
Pueblo de Lo Barnechea.
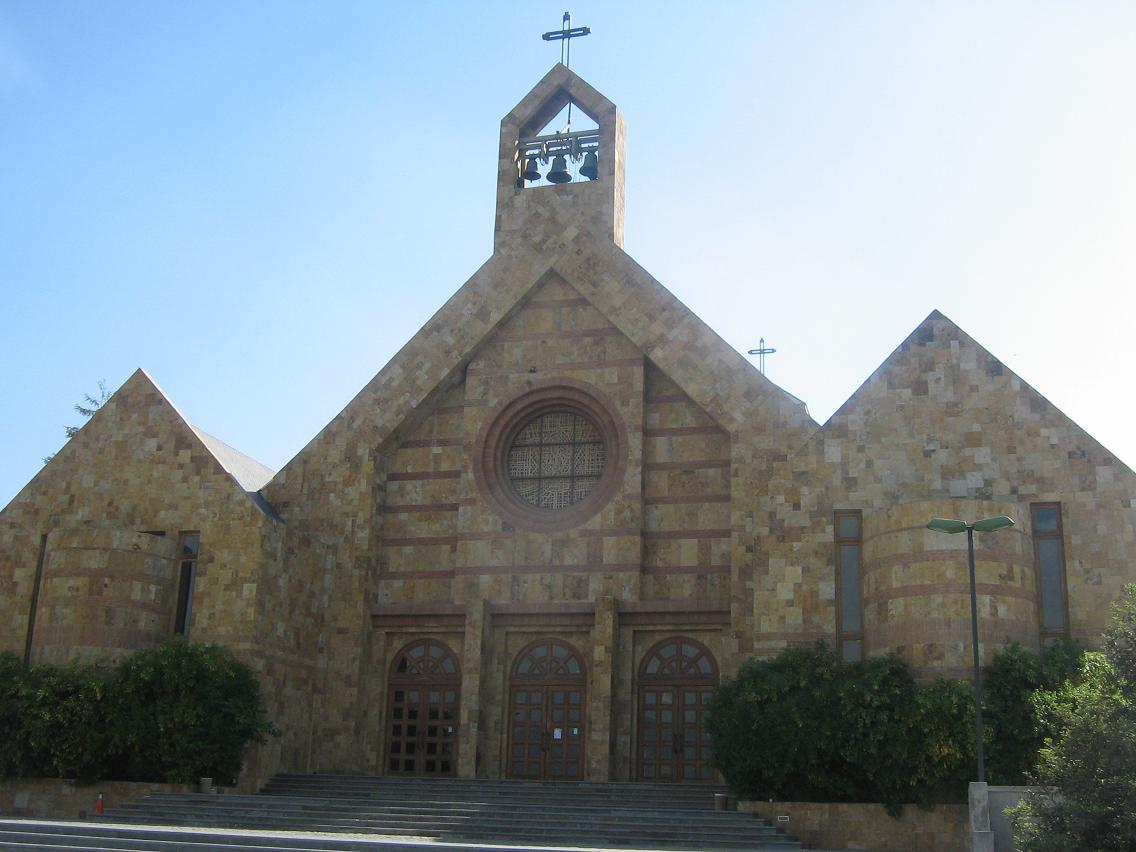
Mia Madre.

## Geboren
- Jorge Contreras (1960), Chileens voetballer en voetbalcoach

- Library of Congress Control Number: n82270961
- Nationale Bibliotheek van Israël: 987007562129005171
- Virtual International Authority File: 137238534